# 東京仮面女子
『東京仮面女子〜整形女と風俗嬢〜』（とうきょうかめんじょし〜せいけいおんなとふうぞくじょう〜）は、2025年1月31日に公開の配信ショートドラマ。全38話構成で、1エピソード1〜3分の短尺で展開される。スマートフォン視聴に最適化された縦型フォーマットを採用し、YouTubeショートを活用した作品。

## あらすじ
出版業界で働く椎木祐介は、仕事で成功を収め、婚約者の藤井那月との結婚を控えていた。しかし、プロポーズを決意した日、彼の前に10年前に失踪した幼馴染・渡会里穂に瓜二つの女性が現れる。この出会いをきっかけに、祐介の運命は大きく変わり始める。会社の先輩・山口の何気ない一言が「運命の歯車」を狂わせ、祐介は「愛憎」という名の沼へと引きずり込まれていく。

### 主要人物
渡会 里穂
演 - 北野瑠華
主人公・椎木祐介の幼馴染。ガーデニングの資格の勉強をしながら花屋で働いていている。
藤井 那月
演 - 木村有希
椎木祐介の婚約者。広告代理店に努めており、祐介とは合コンで知り合う。美人で料理も得意。
椎木 祐介
演 - 青木瞭
出版業界で働くサラリーマン。婚約者の藤井那月との結婚を控えているが、幼馴染・渡会里穂との再会することで心境に変化が生まれる。

## スタッフ
- 企画 - 大島孝史[2]
- 監督 - 麻生タケシ[2]
- 脚本 - 東ムラ隆志、佐々木貴博[2]
- プロデューサー - 島田勇夫[2]
- 総合プロデューサー - 村上政司[2]
- 技術協力 - イメージランド[2]
- 美術協力 - フジアール[2]
- 制作協力 - GaRaKuTa.Lab[2]
- 主催 - 「東京仮面女子」制作委員会、レモネードフィルム 事務局[2]